# Mette Harden
Mette Harden (* vermutlich um 1570 in Kirchwerder; † nach 1612 ebenda) war eine deutsche Frau, die der Hexerei angeklagt wurde.

## Geschichte
Nachdem der Bauer Joachim Witte aus Kirchwerder den Landvogt Peter Lütken der mutmaßlichen Verleumdung bezichtigt hatte, folgte ein Prozess vor dem Landgericht Hamburg. Der Landvogt seinerseits warf Witte vor, Zauberei und Diebstahl begangen zu haben. Witte legte unter Folter ein Geständnis ab, beschuldigte aber gleichzeitig drei Frauen, gemeinsam mit ihm Schadenzauber ausgeübt zu haben. Zu den Frauen zählte er auch Mette Harden. Harden habe ein Tatmotiv gehabt, da der Landvogt angeblich Hardens Sohn aufgrund eines vermeintlich begangenen Totschlags verfolgen ließ.
Mette Harden, die den unteren Bevölkerungsschichten angehörte, wurde daraufhin gemeinsam mit zwei weiteren Frauen (Cathrin Danckwers aus Kirchwerder und Cathrin Schmalfeldes aus Curslack) im Jahr 1612 inhaftiert und gefoltert. Harden legte kein Geständnis ab und bestand darauf, unschuldig zu sein. Der Fall wurde anschließend erneut vor dem Obergericht Lübeck verhandelt. Die Richter konstatierten Verfahrensfehler des Landgerichts. Zudem kritisierten sie, dass nur ein Zeuge vernommen worden sei. Mette Harden und die zwei weiteren Frauen wurden daraufhin freigelassen. Auch, weil Witte seine Behauptungen nicht zurücknahm, sah die Bevölkerung von Kirchwerder die Frauen weiterhin als schuldig an. Die Einwohner griffen die Frauen, die sie für Hexen hielten, an und bestanden darauf, dass diese bestraft oder ausgewiesen werden sollten. Das Obergericht kam dem Wunsch der Bevölkerung nicht nach und belegte die Ankläger stattdessen aufgrund anhaltender Tumulte mit einer Geldstrafe.
Joachim Witte blieb bis zu den letzten Prozessen gegen vermeintliche Hexen in Hamburg 1678 der letzte Mann, der aufgrund von Hexerei angeklagt wurde.

## Gedenken

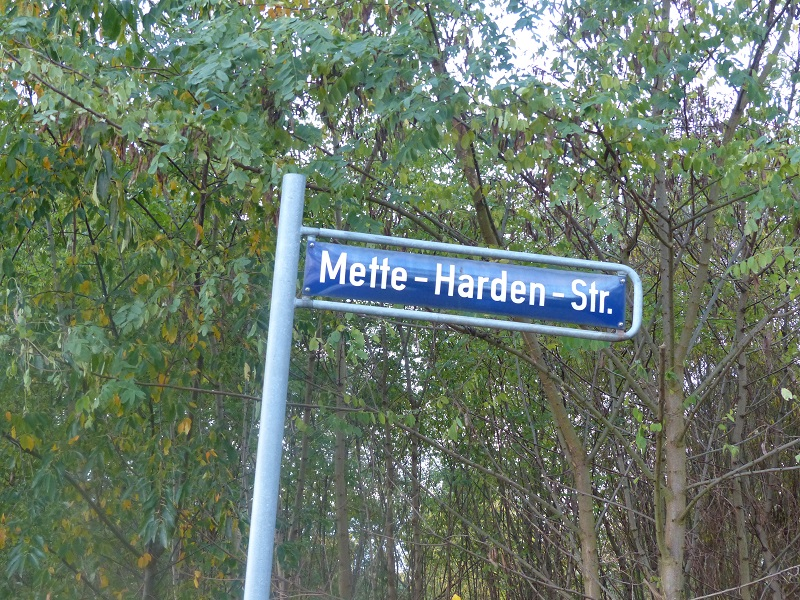
Mette-Harden-Straße Hamburg-Kirchwerder

Seit 1995 ist in Kirchwerder die Mette-Harden-Straße nach Mette Harden benannt.
Am 7. Juni 2015 weihte der Verein Garten der Frauen im Beisein der Zweiten Bürgermeisterin von Hamburg, Katharina Fegebank, einen Erinnerungsstein auf dem Ohlsdorfer Friedhof für alle jene Frauen ein, die in Hamburg Opfer der frühneuzeitlichen Hexenverfolgung wurden.